# Overbetuwe
Overbetuwe es un municipio de la Provincia de Güeldres de los Países Bajos, creado el 1 de enero de 2001 por la fusión de tres antiguos municipios: Elst, Heteren y Valburg.

## Galería

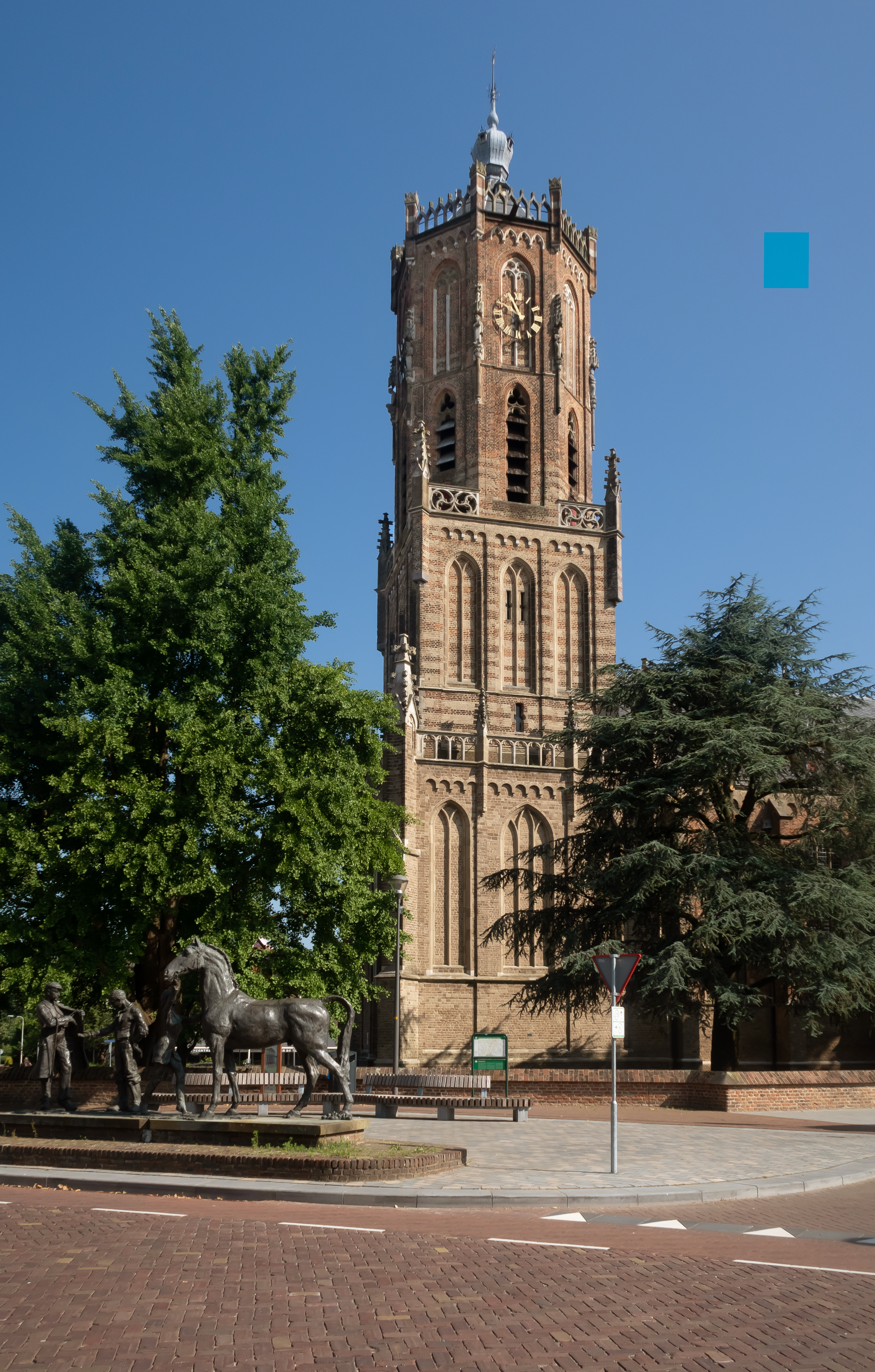
Elst, la iglesia: el Grote Kerk
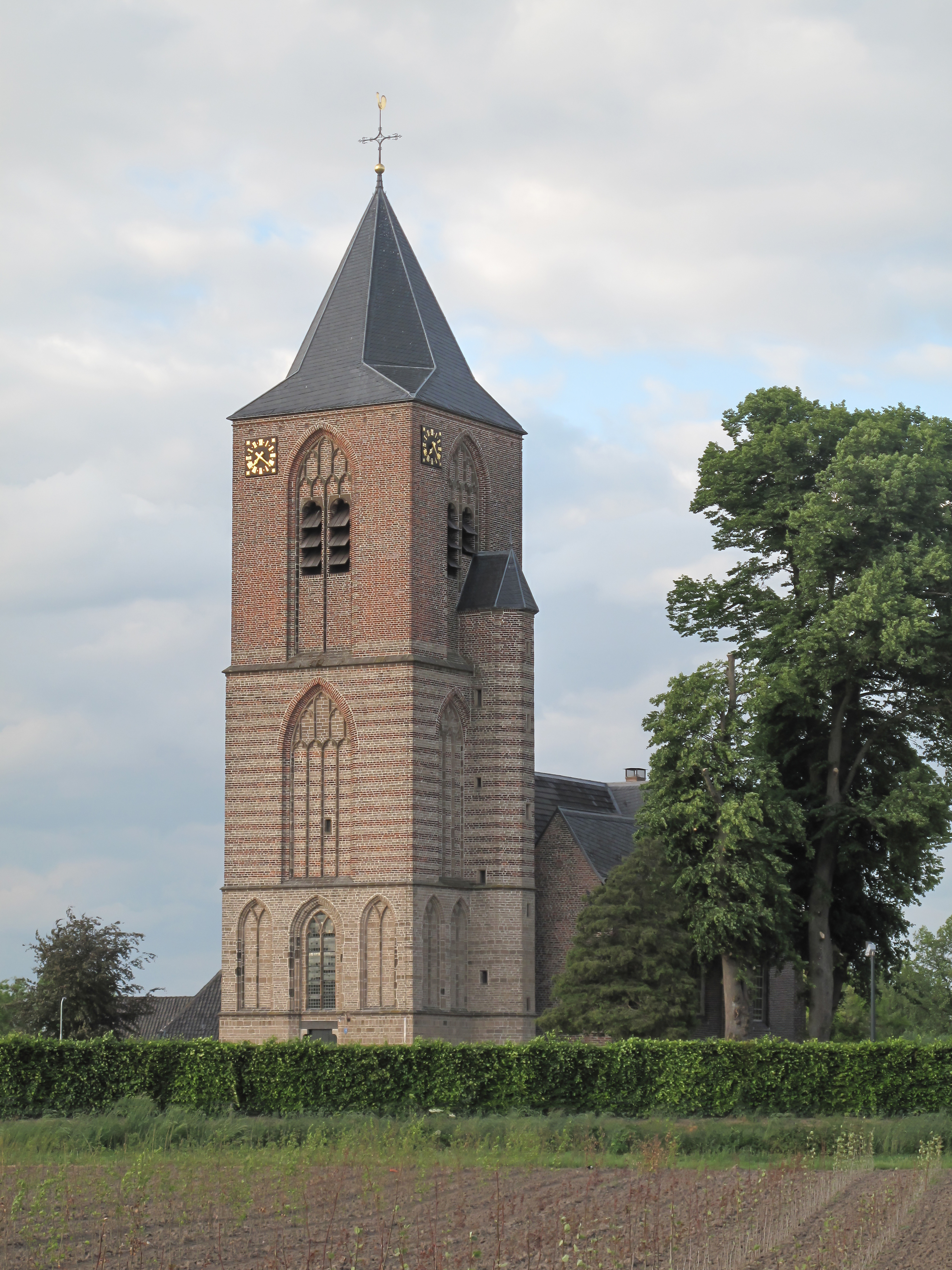
Herveld, la iglesia protestante
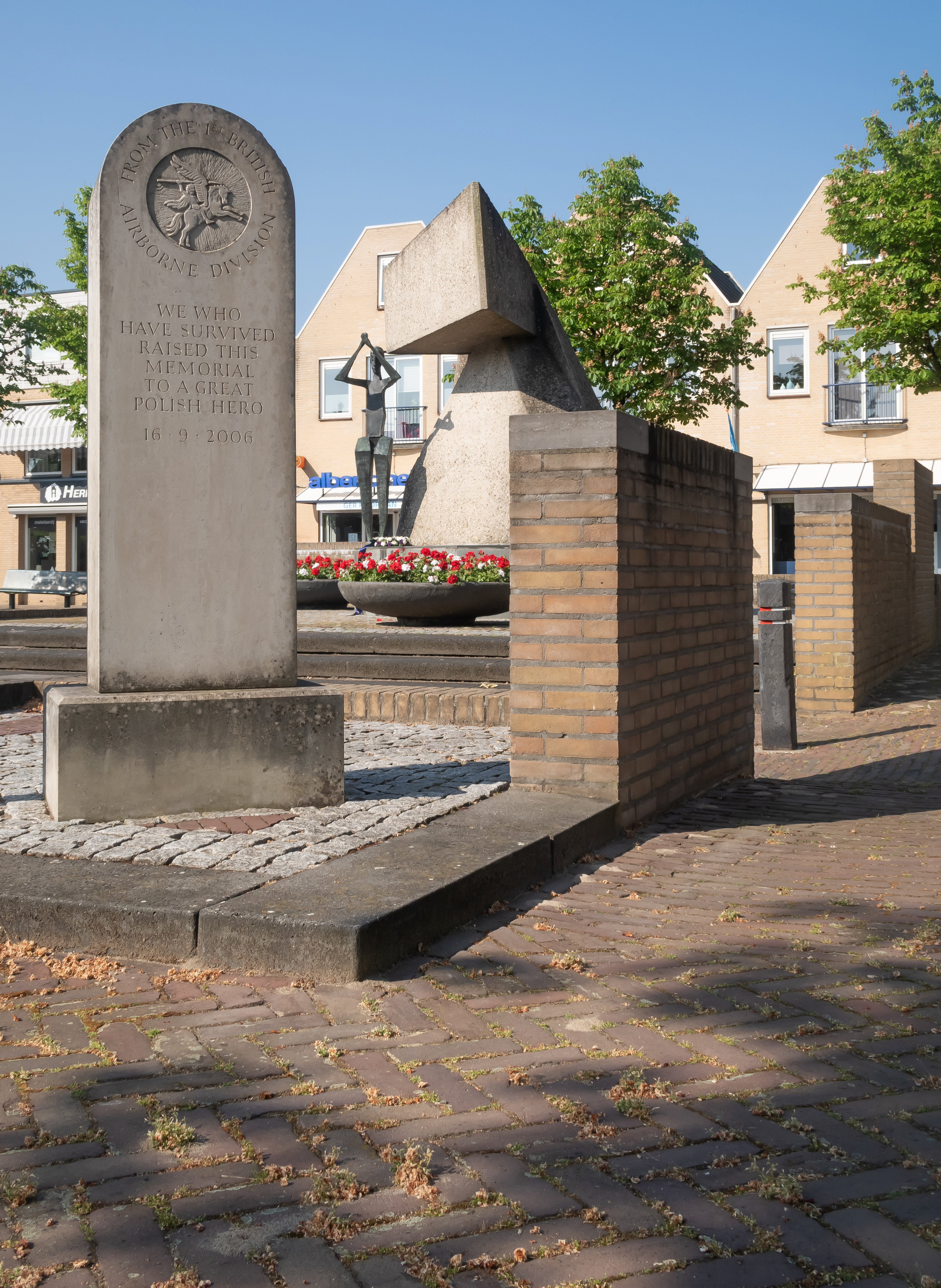
Driel, el monumento a Polonia
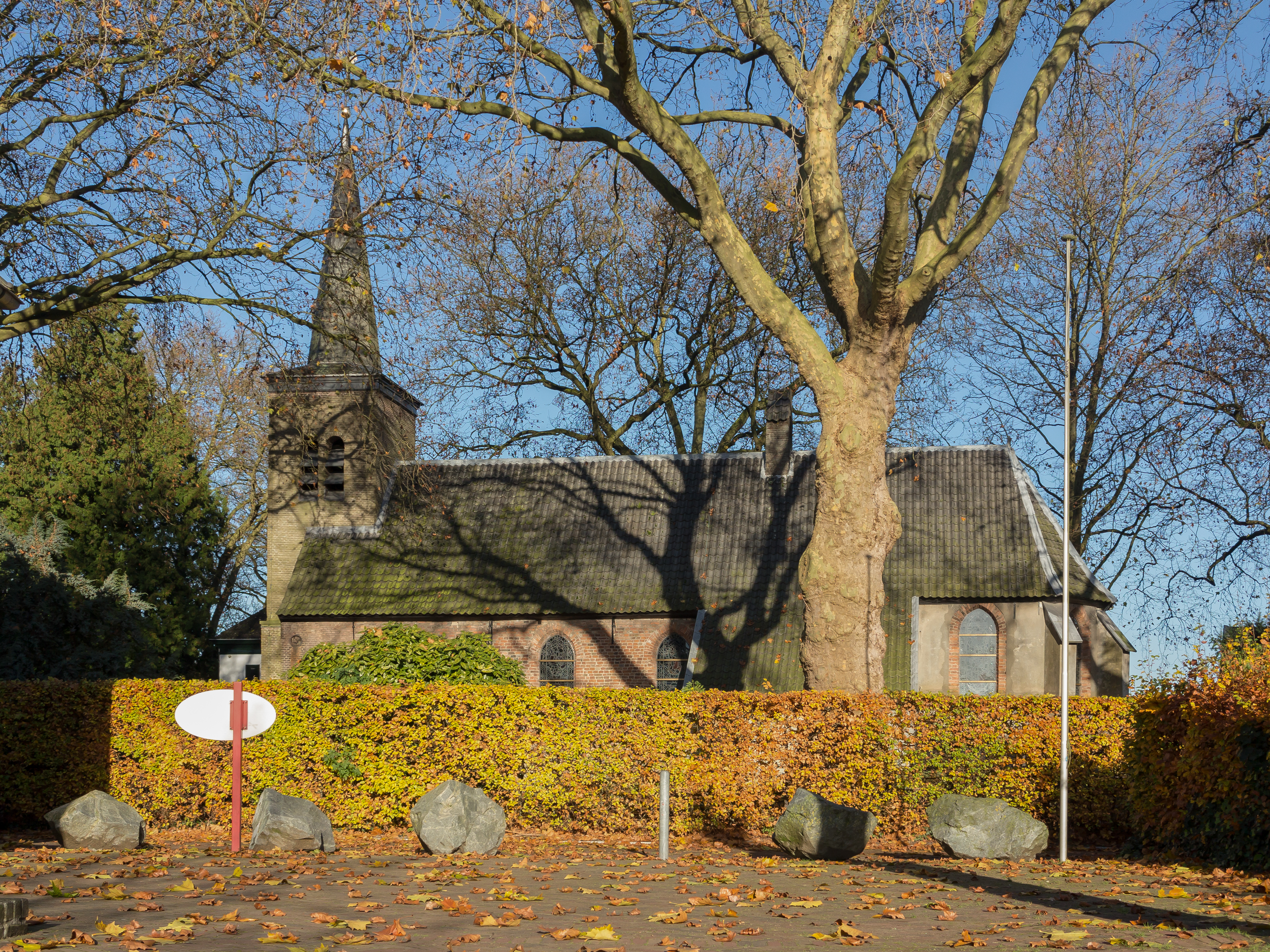
Hemmen, la iglesia protestante
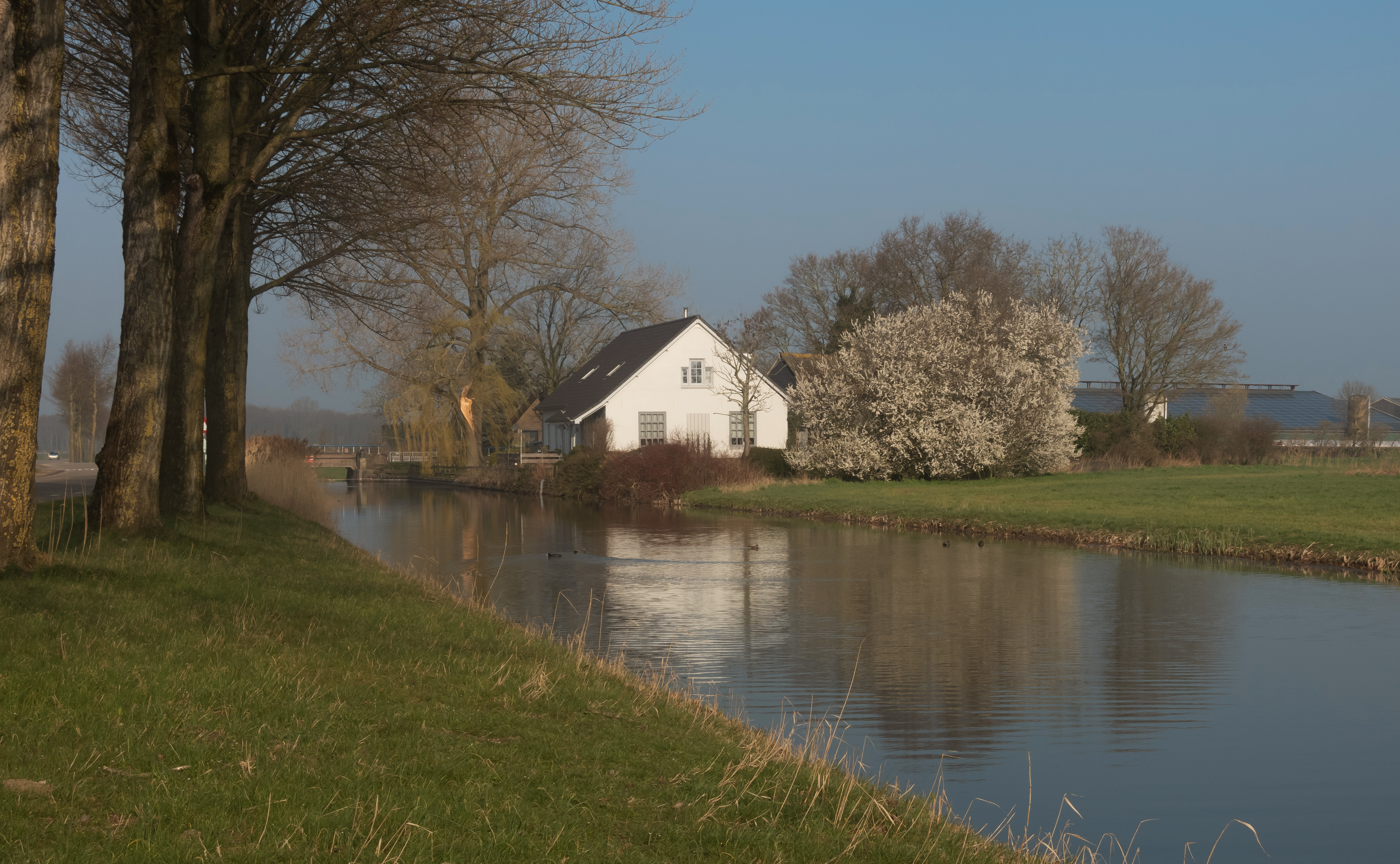
Heteren, la granja en el Muskushouwstraat
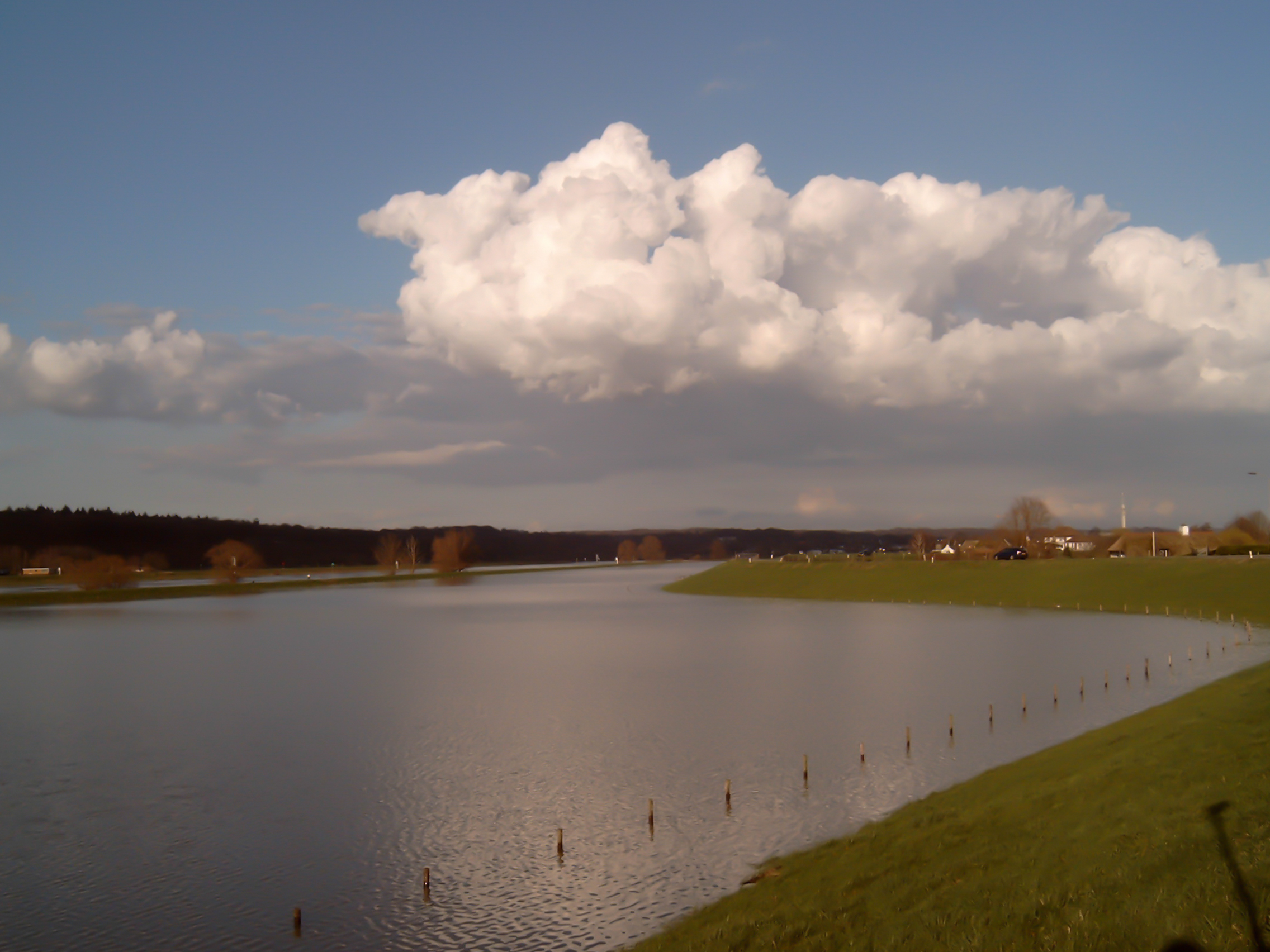
Driel, rio: el Rin
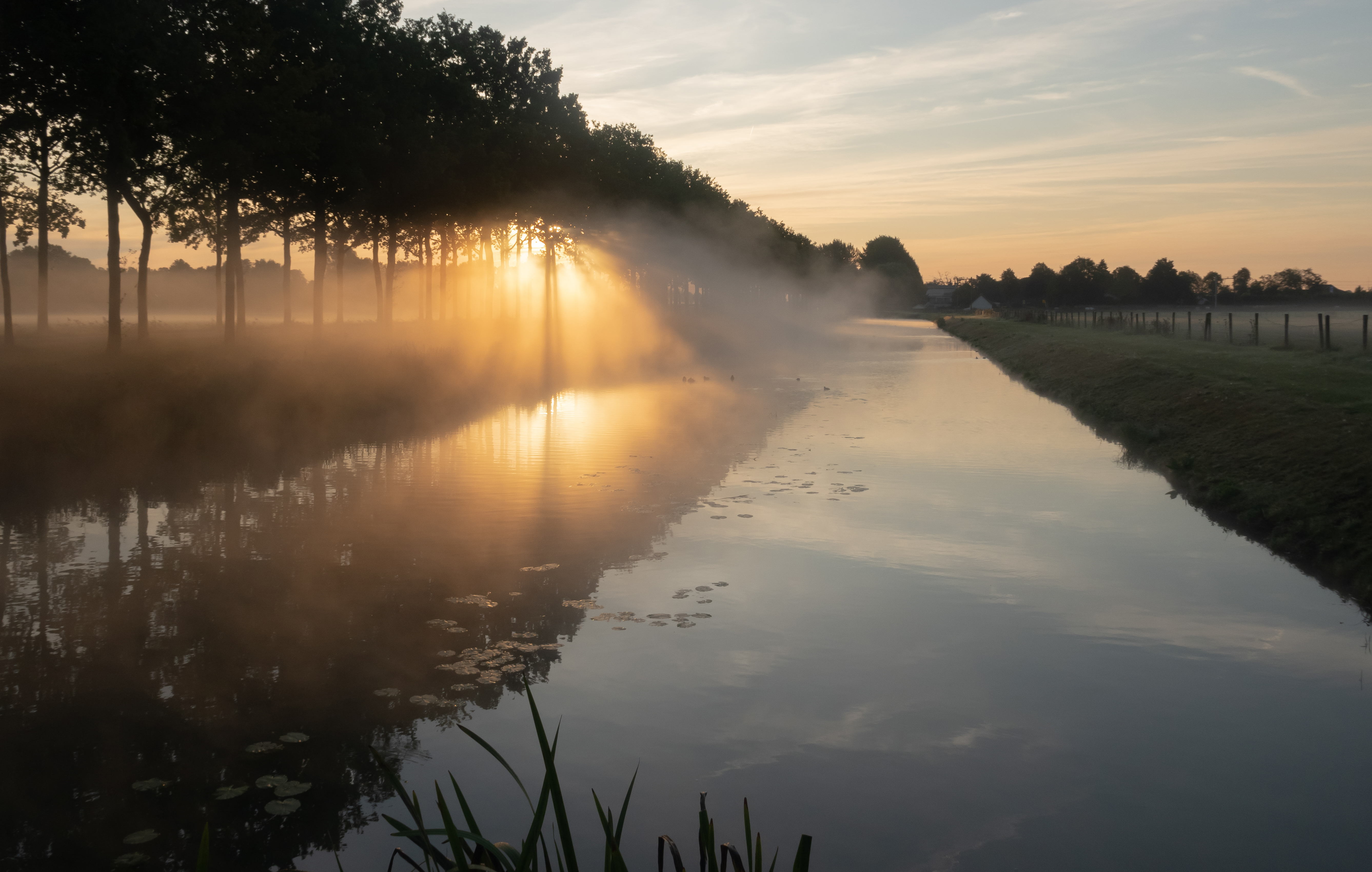
Elst, la Linge cerca el 1e Weteringswal
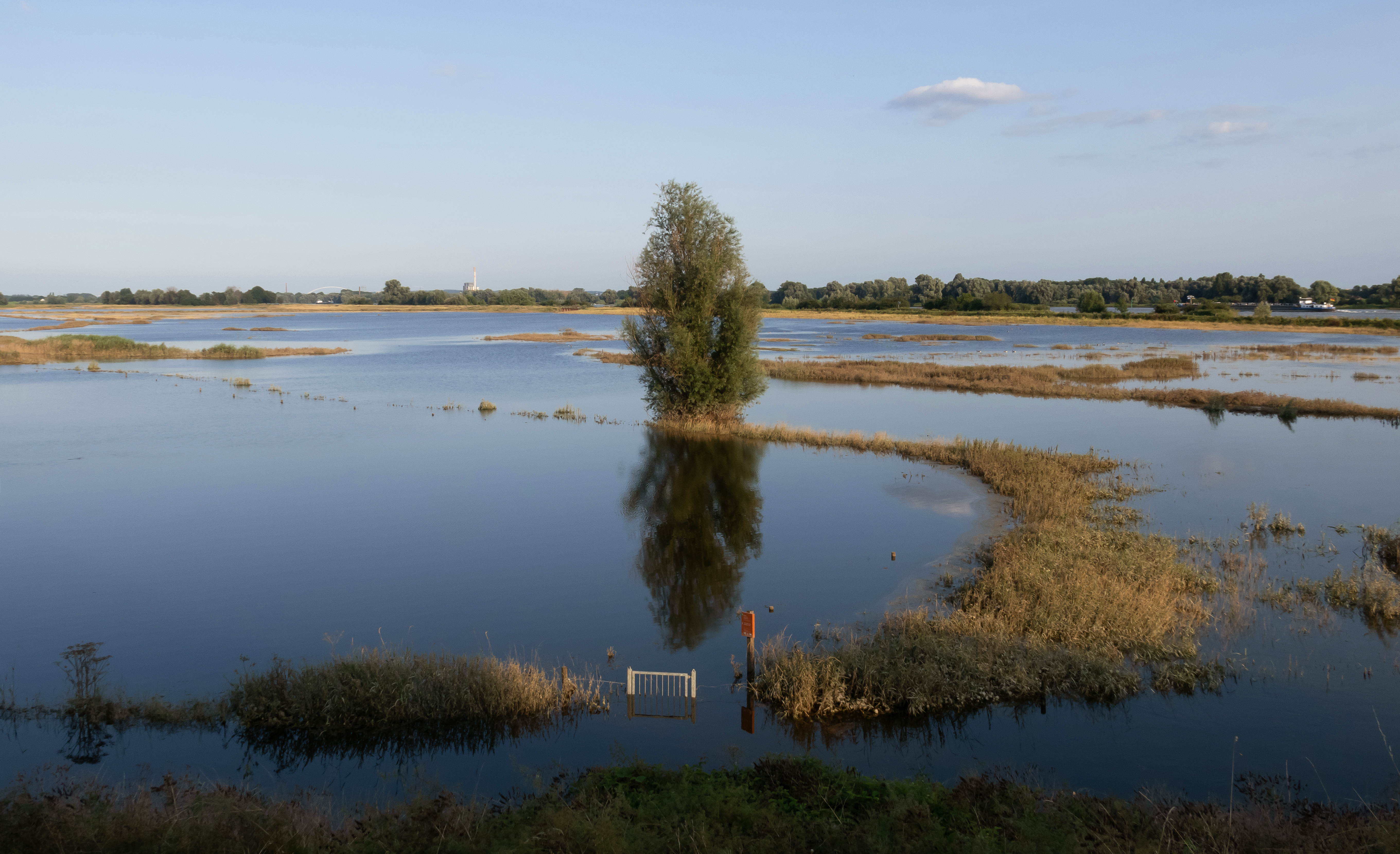
cerca Slijk-Ewijk, el rio Waal durante  la marea alta (verano 2021)